# SM U 1 (Rakousko-Uhersko)
SM U-1 ponorka rakousko-uherského námořnictva z doby první světové války. Byla první ze dvou ponorek třídy U 1 (jinak též typ Lake). Postavena byla podle amerického návrhu v rámci porovnávání tří různých ponorkových konstrukcí. Plavidla tohoto typu se neosvědčila, za první světové války byla nasazována jen omezeně při pobřežním hlídkování a dosloužila ve výcviku. Po válce byla U 1 předána Itálii a sešrotována.

## Stavba
Ponorka byla postavena jako součást plánu rakousko-uherského námořnictva, aby byly konkurenčně vyhodnoceny prototypy zahraničních ponorek od loděnic Lake Torpedo Boat (konstruktér Simon Lake), Germaniawerft (třídy U 3, typ Germania) a Whitehead (třídy U 5, licenční typ Holland). Rakousko-uherské námořnictvo v roce 1906 objednalo plavidla U 1 (a sesterskou loď SM U 2) od společnosti Lake Torpedo Boat Company v Bridgeportu v Connecticutu. Stavba U 1 proběhla v námořním arzenálu v Pule. Stavba U 1 byla zahájena 2. července 1907, na vodu spuštěna 10. února 1909 a do služby byla zařazena 15. dubna 1911. Do služby byla ponorka přijata označená římskou číslicí I, která byla záhy nahrazena číslem 1.

## Konstrukce
Ponorka se vyznačovala několika neobvyklými konstrukčními prvky, zejména dvěma zatažitelnými železnými koly pro pohyb po mořském dně a přechodovou komorou pro potápěče. Trup měl jednotrupou koncepci, přičemž balastní nádrže byly neprakticky umístěny na jeho horní straně, což si vynutilo stabilizaci ponorky těžkým balastním kýlem. Fakticky byly ponorky projektovány pro pohyb na hladině pouze s občasným ponořením v nouzové situaci. Ponoření ponorky přitom trvalo plných osm minut.
Ponorka byla vyzbrojena třemi 450mm torpédomety. Celkem bylo neseno pět torpéd. Pohonný systém tvořily dva benzínové motory o výkonu 640 hp pro plavbu na hladině a dva elektromotory o výkonu 200 hp pro plavbu pod hladinou. Poháněly dva lodní šrouby. Nejvyšší rychlost dosahovala 10,3 uzlu na hladině a 3 uzly pod hladinou. Dosah byl 950 námořních mil při plavbě na hladině rychlostí 6 uzlů a 40 námořních mil při plavbě pod hladinou rychlostí 3 uzlů. Maximální hloubka ponoru byla 30 metrů.

### Modifikace
Problematická konstrukce ponorky si vyžádala sérii úprav. Například v zimě 1914–1915 byly problematické benzínové motory vyměněny za dva diesely o stejném výkonu, vyměněny byly také periskopy a došlo k úpravě tvaru přídě. Modernizace si vyžádala prodloužení trupu o 28 cm. V roce 1917 byla výzbroj ponorky posílena o jeden 37mm kanón L33. Nesla jej do svého převedení k výcviku v lednu 1918.

## Služba
Po dokončení U 1 rakousko-uherské námořnictvo po většinu roku 1910 provádělo zkoušky ponorky. Benzínové motory U 1 nebyly nikdy schopny splnit rychlost smluvně požadovanou námořnictvem, a proto byly považovány za nevhodné pro bojové nasazení. Výsledkem bylo, že námořnictvo zaplatilo pouze trup a výzbroj U 1, za benzínové motory platilo pouze pronájem a jako jejich náhradu objednalo dieselové motory. Po přijetí U 1 do služby v dubnu 1911 byla ponorka využívána k výcviku. Dne 13. ledna 1914 byl periskop U 1 poškozen při kolizi s pancéřovým křižníkem SMS Sankt Georg v kanálu Fasana.
V době vypuknutí první světové války U 1 a U 2 čekaly na výměnu pohonného systému, bez které byly považovány za bojově nepoužitelné. I po dokončení modernizace na jaře 1915 byly považovány za nejhorší rakousko-uherské ponorky, takže byly přeřazeny k výcviku. Bojově byly U 1 a U 2 nasazeny jen omezeně při pobřežních hlídkových plavbách a ochraně základny v Terstu v letech 1916–1918. Dne 11. ledna 1918 byla U 1 prohlášena za zastaralou a do konce války byla opět využívána k výcviku. Po skončení války byla v rámci reparací předána Itálii a roku 1920 sešrotována.